# Марк Щайн
Марк Щайн (на немски: Marc Stein, роден на 7 юли 1985 г.) е немски футболист, играещ на поста дефанзивен полузащитник в Ханза Росток. През цялата си състезателна кариера е играл единствено и само за Ханза Росток.